# Liste der Biografien/Thon
Liste der Biografien |
Portal Biografien |
Personensuche
# |
A |
B |
C |
D |
E |
F |
G |
H |
I |
J |
K |
L |
M |
N |
O |
P |
Q |
R |
S |
T |
U |
V |
W |
X |
Y |
Z |
?
 
Ta |
Tc |
Te |
Tf |
Tg |
Th |
Ti |
Tj |
Tk |
Tl |
Tm |
To |
Tq |
Tr |
Ts |
Tu |
Tv |
Tw |
Tx |
Ty |
Tz
 
Tha |
The |
Thi |
Thj |
Thn |
Tho |
Thr |
Thu |
Thw |
Thy
 
Thoa |
Thob |
Thod |
Thoe |
Thof |
Thog |
Thoh |
Thoi |
Thok |
Thol |
Thom |
Thon |
Thoo |
Thop |
Thor |
Thos |
Thot |
Thou |
Thov |
Thow |
Thoz
Die Liste der Biografien führt alle Personen auf, die in der deutschsprachigen Wikipedia einen Artikel haben. Dieses ist eine Teilliste mit 121 Einträgen von Personen, deren Namen mit den Buchstaben „Thon“ beginnt.

## Thon
- Thon, Alexander (* 1966), deutscher Historiker
- Thon, Alfred (1886–1952), deutscher Maler, Zeichner und Kunstpädagoge
- Thon, Andreas (* 1957), deutscher Fußballspieler
- Thon, August (1839–1912), deutscher Rechtswissenschaftler
- Thon, Berthold (* 1847), preußischer Landrat und Polizeipräsident
- Thon, Carl (1867–1955), deutscher Gärtner
- Thon, Caroline (* 1966), deutsche Musikerin (Altsaxophon, Komposition) des Modern Jazz
- Thon, Christian August (1755–1829), deutscher Jurist, Beamter und Politiker
- Thon, Christian Friedrich Gottlieb (1773–1844), deutscher Autor
- Thon, Christine (* 1972), deutsche Pädagogin
- Thon, Eleonore Sophie Auguste († 1807), deutsche Schriftstellerin
- Thon, Elias (1776–1837), Abgeordneter der Reichsstände des Königreichs Westphalen
- Thon, Franz (1910–2009), deutscher Klarinettist, Saxophonist, Dirigent und Orchesterleiter
- Thön, Friedrich (* 1559), deutscher Bildhauer
- Thon, Friedrich (1817–1892), deutscher Ökonom und Abgeordneter in der kurhessischen Ständeversammlung
- Thon, Günther (* 1946), deutscher Fußballspieler
- Thon, Gustav (1805–1882), Staatsminister im Großherzogtum Sachsen-Weimar-Eisenach und Jurist
- Thon, Hannah (1886–1954), zionistische Zeitschriftenredakteurin, Sozialarbeiterin und Soziologin
- Thon, Harald (1954–2019), norwegischer Orientierungsläufer
- Thon, Heinrich (1872–1939), deutscher Verwaltungsjurist
- Thon, Heinrich Wilhelm (1835–1898), Mitglied des Kurhessischen Kommunallandtages
- Thon, Johann Carl Salomo (1751–1830), deutscher Beamter
- Thon, Konstantin Andrejewitsch (1794–1881), russischer Architekt deutscher Herkunft
- Thon, Ludwig Georg (* 1854), Mitglied des Kurhessischen Kommunallandtages
- Thon, Manfred (1935–2022), deutscher Politiker (CDU), MdL
- Thon, Nikolaus (* 1948), deutscher russisch-orthodoxer Theologe, Geschäftsführer der Kommission der Orthodoxen Kirche in Deutschland
- Thon, Olaf (* 1966), deutscher Fußballspieler und -trainerOlaf Thon (* 1966)

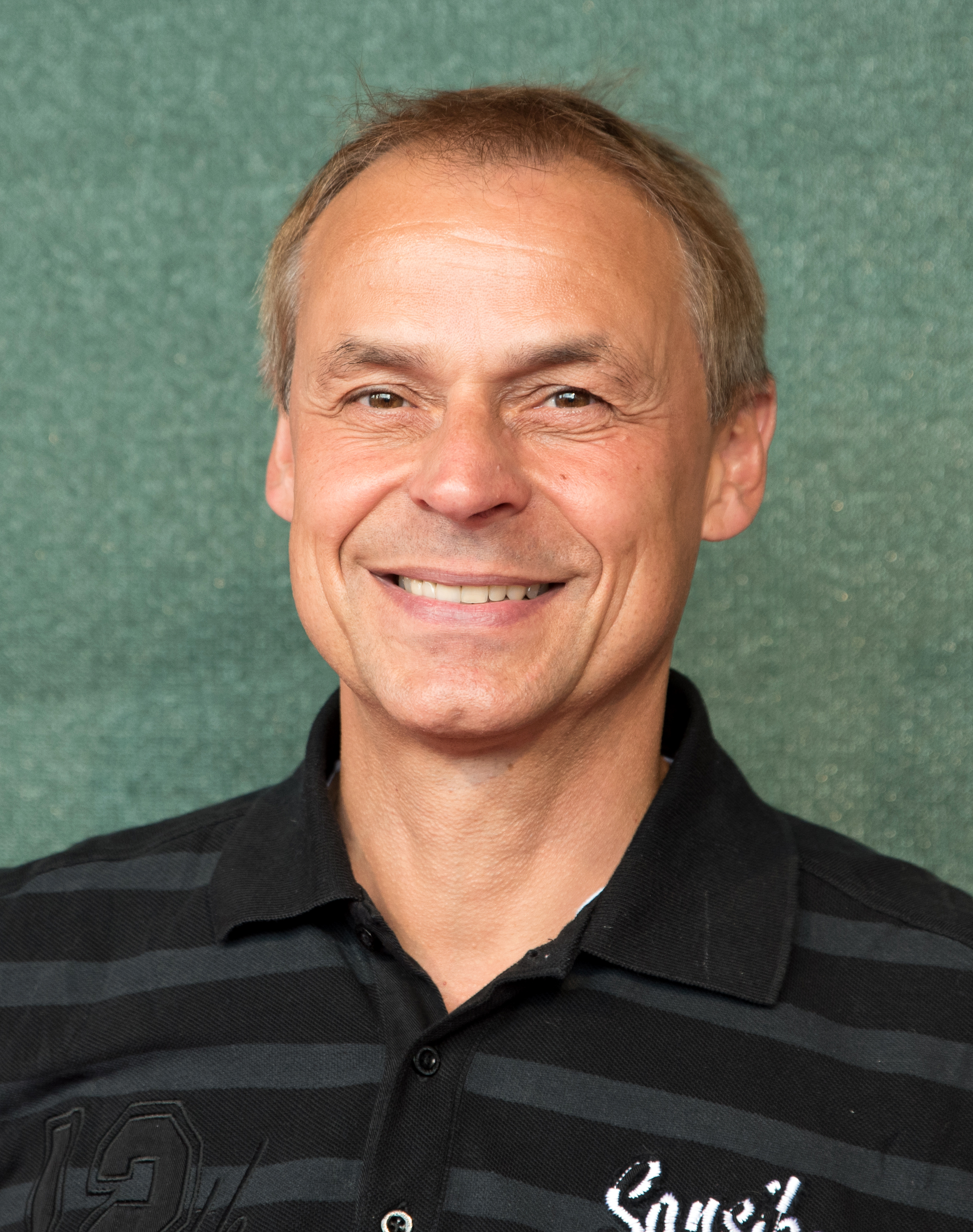
Olaf Thon (* 1966)

- Thon, Olav (1923–2024), norwegischer Immobilienunternehmer
- Thon, Osias (1870–1936), polnischer Schriftsteller, Politiker und Rabbiner in Krakau
- Thon, Ottokar (1792–1842), deutscher Freiheitskämpfer und Ministerialbeamter
- Thon, Øyvin (* 1958), norwegischer Orientierungsläufer
- Thon, Paul (1852–1923), deutscher Versicherungsmanager
- Thon, Renate (* 1949), deutsche Politikerin (Bündnis 90/Die Grünen), MdL
- Thon, Sixtus Armin (1817–1901), deutscher Maler, Radierer sowie Lithograph
- Thon, Theodor (1792–1838), deutscher Naturforscher
- Thon, William (1906–2000), amerikanischer Maler und Kunstpädagoge
- Thon-Dittmer, Gottlieb von (1802–1853), deutscher Politiker

### Thond
- Thöndl, Michael (* 1959), österreichischer Politikwissenschaftler

### Thone
- Thone, Charles (1924–2018), US-amerikanischer Politiker
- Thöne, Eva (* 1986), deutsche Journalistin
- Thöne, Franz (1851–1906), deutscher Genre- und Porträtmaler
- Thöne, Friedrich (1907–1975), deutscher Kunsthistoriker
- Thöne, Gabriele (* 1958), deutsche Juristin, Staatssekretärin
- Thöne, Georg (1867–1945), deutscher Politiker (SPD), MdR
- Thöne, Georg Christian Heinrich David († 1847), deutscher hingerichteter Raubmörder
- Thöne, Hartwig (* 1975), deutscher Moderator, Sportkommentator und Sportjournalist
- Thöne, Hedwig (1887–1962), deutsche Lehrerin und Politikerin (DVP), MdL
- Thöne, Heinrich (1890–1971), Oberbürgermeister von Mülheim an der Ruhr (1948–1969)
- Thöne, Inga (* 1992), deutsche Ruderin
- Thöne, Karina (* 1980), deutsche Fußballspielerin
- Thöne, Lisette (* 1988), deutsche Bobsportlerin und Leichtathletin
- Thöne, Martin (* 1978), deutscher Handballschiedsrichter
- Thöne, Otto (1858–1943), deutscher Pädagoge, Schuldirektor, Regierungs- und Gewerbeschulrat sowie Leiter des Norag-Nebensenders Hannover
- Thöne, Otto (* 1886), deutscher Jurist und Landrat
- Thöne, Ulrich (1951–2021), deutscher Gewerkschafter
- Thöne-Reineke, Christa (* 1965), deutsche Veterinärmedizinerin
- Thoneick, Eddie (* 1978), deutscher House-Produzent und DJ
- Thonemann, Ulrich W. (* 1965), deutscher Logistikwissenschaftler, Hochschullehrer und Geschäftsführer der Business School der Universität zu Köln
- Thonen, Edward (1827–1854), deutscher Auswanderer
- Thönen, Jessica (* 1991), Schweizer Grasskiläuferin
- Thönen, Martin (* 1942), Schweizer Grafiker und Illustrator
- Thöner, Günther-Eric (1941–2001), deutscher Musiker
- Thönes, Carl (1847–1895), deutscher evangelischer Theologe, Autor und Redakteur der Theologischen Literaturzeitung
- Thönes, Jo (* 1958), deutscher Perkussionist, Jazzschlagzeuger und Komponist
- Thonet, Georg (1909–2005), deutscher Unternehmer
- Thonet, Michael (1796–1871), MöbeldesignerMichael Thonet (1796–1871)

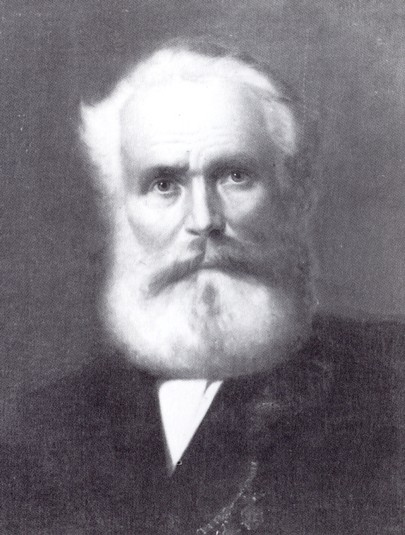
Michael Thonet (1796–1871)

- Thonett, Will (1931–1973), deutscher Künstler

### Thong
- Thong Lan (1371–1388), König des Reiches Ayutthaya
- Thongburan, Pornchai (* 1974), thailändischer Boxer
- Thongchai Jaidee (* 1969), thailändischer Golfer
- Thongchai Kuenkhunthod (* 1983), thailändischer Fußballspieler
- Thongchai Oampornwiman (* 1998), thailändischer Fußballspieler
- Thongchai Rungreangles (* 1986), thailändischer Fußballtrainer
- Thongchai Sukkoki (* 1973), thailändischer Fußballtrainer
- Thönges, Peter (1774–1851), Advokat und Mitglied der Landstände des Herzogtums Nassau
- Thönges-Stringaris, Rhea (* 1934), deutsch-griechische Kunsthistorikerin
- Thongjeen, Arongkorn (* 1992), thailändischer Fußballspieler
- Thongkhamsavath, Damoth (* 2004), laotischer Fußballspieler
- Thongkomol, Nares (* 1981), thailändischer Fußballspieler
- Thongnuam, Pannawit (* 1995), thailändischer Badmintonspieler
- Thongsari, Sakrapee (* 1962), thailändischer Badmintonspieler
- Thongsombut, Rattikan (* 1991), thailändische Fußballspielerin
- Thongtip Ratanarat (* 1942), thailändische Chemieingenieurin
- Thongwa Dönden (1416–1453), sechster Lama in der Inkarnationsreihe der Karmapas

### Thonh
- Thonhauser-Merk, Brigitte (* 1943), österreichische Malerin, Grafikerin und Autorin
- Thonhofer, Christian (* 1985), österreichischer Fußballspieler
- Thonhofer, Heinz (* 1958), österreichischer Fußballspieler und -trainer
- Thonhofer, Kevin (* 1988), österreichischer Fußballspieler
- Thonhofer, Lukas (* 2005), österreichischer Fußballspieler

### Thoni
- Thöni, Dietmar (* 1968), österreichischer Skirennläufer
- Thöni, Erich (* 1946), österreichischer Universitätsprofessor für Finanzwissenschaft und Sportökonomik
- Thöni, Gustav (* 1951), italienischer SkirennläuferGustav Thöni (* 1951)

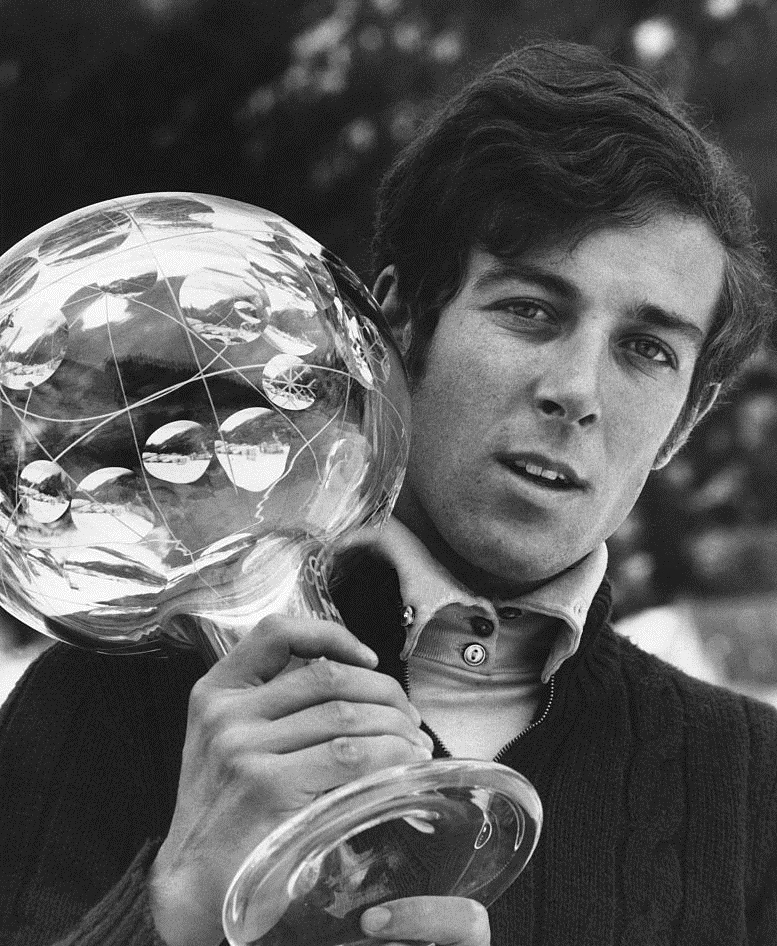
Gustav Thöni (* 1951)

- Thöni, Hans (* 1931), österreichischer Baumeister und Heimatforscher
- Thöni, Lukas (* 1982), Schweizer Jazzmusiker
- Thöni, Maurice (1897–1980), Schweizer Akkordeonist, Komponist und Musikherausgeber
- Thöni, Roland (1951–2021), italienischer Skirennläufer
- Thonicke, Kirsten (* 1972), Geowissenschaftlerin am Potsdam-Institut für Klimafolgenforschung und Hochschullehrerin an der Universität Potsdam
- Thonig, Sarah (* 1992), deutsche Schauspielerin
- Thonippara, Francis (* 1953), indischer Ordensgeistlicher und Kirchenhistoriker
- Thonissen, Jean Joseph (1817–1891), belgischer Rechtswissenschaftler und Politiker
- Thönissen, Stefan (* 1991), deutscher Rechtswissenschaftler und Hochschullehrer
- Thönissen, Wolfgang (* 1955), deutscher Theologe

### Thonk
- Thonke, Irene (1916–2002), deutsche Malerin und Textilkünstlerin
- Thonke, Wolfgang (1938–2019), deutscher NVA-Offizier

### Thonm
- Thonmi Sambhota, Erfinder der tibetischen Schrift

### Thonn
- Thönnes, Franz (* 1954), deutscher Politiker (SPD), MdB
- Thönnes, Yana (* 1990), deutsche Theaterregisseurin und Dramatikerin
- Thönnessen, Felix (* 1980), deutscher Betriebswirt, Investor, Moderator und LehrbeauftragterFelix Thönnessen (* 1980)

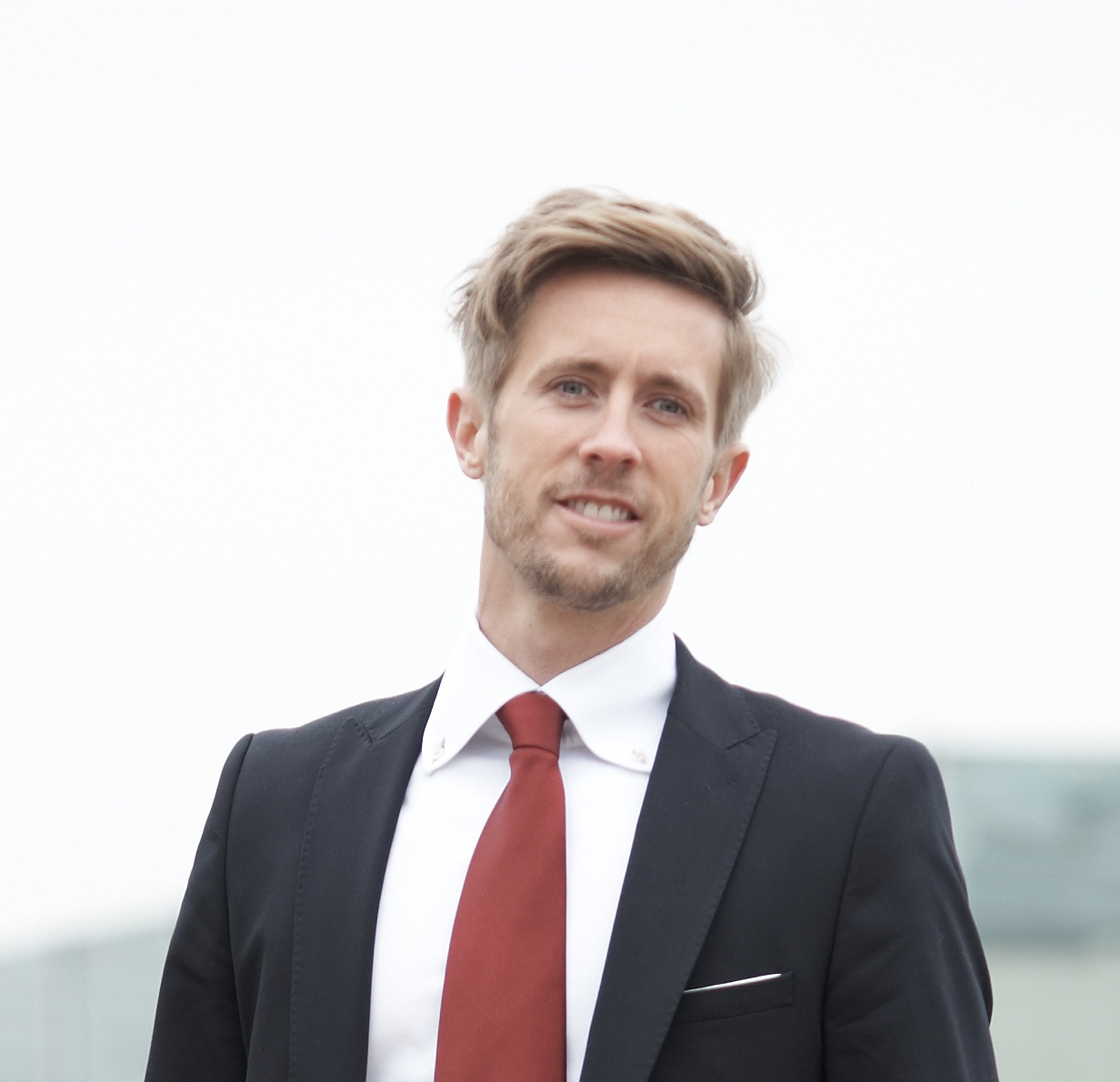
Felix Thönnessen (* 1980)

- Thönneßen, Stephan (* 1962), deutscher Fechter und Olympiateilnehmer
- Thönnessen, Werner (1929–2011), deutscher Pressesprecher der IG Metall
- Thonning, Peter (1775–1848), dänischer Botaniker
- Thönnissen, Matthias (* 1977), deutscher Filmregisseur, Drehbuchautor und Filmeditor
- Thönnissen, Ulla (* 1963), deutsche Politikerin (CDU), MdL

### Thons
- Thöns, Matthias (* 1967), deutscher Mediziner

### Thont
- Thonthan Chim-ong (* 2003), thailändischer Fußballspieler

### Thony
- Thöny, Andreas (* 1968), Schweizer Lehrer, Politiker, Kirchenratspräsident der Evangelisch-reformierten Landeskirche Graubünden
- Thöny, Anni (* 1911), Schweizer Journalistin
- Thöny, Barbara (* 1975), österreichische Politikerin (SPÖ), Landtagsabgeordnete
- Thöny, Eduard (1866–1950), österreichischer Zeichner und Karikaturist
- Thöny, Gian-Andrea (* 1992), Schweizer Eishockeyspieler
- Thöny, Wilhelm (1888–1949), österreichischer Maler und Grafiker